# 麦李
麦李为蔷薇科李属的植物。分布于日本以及中国大陆的江苏、广西、湖北、陕西、福建、湖南、四川、云南、安徽、贵州、山东、浙江、河南、广东等地，生长于海拔800米至2,300米的地区，常生长在沟边、山坡以及灌丛中，目前尚未由人工引种栽培。